# Solarisation (agriculture)
Pour les articles homonymes, voir Solarisation.

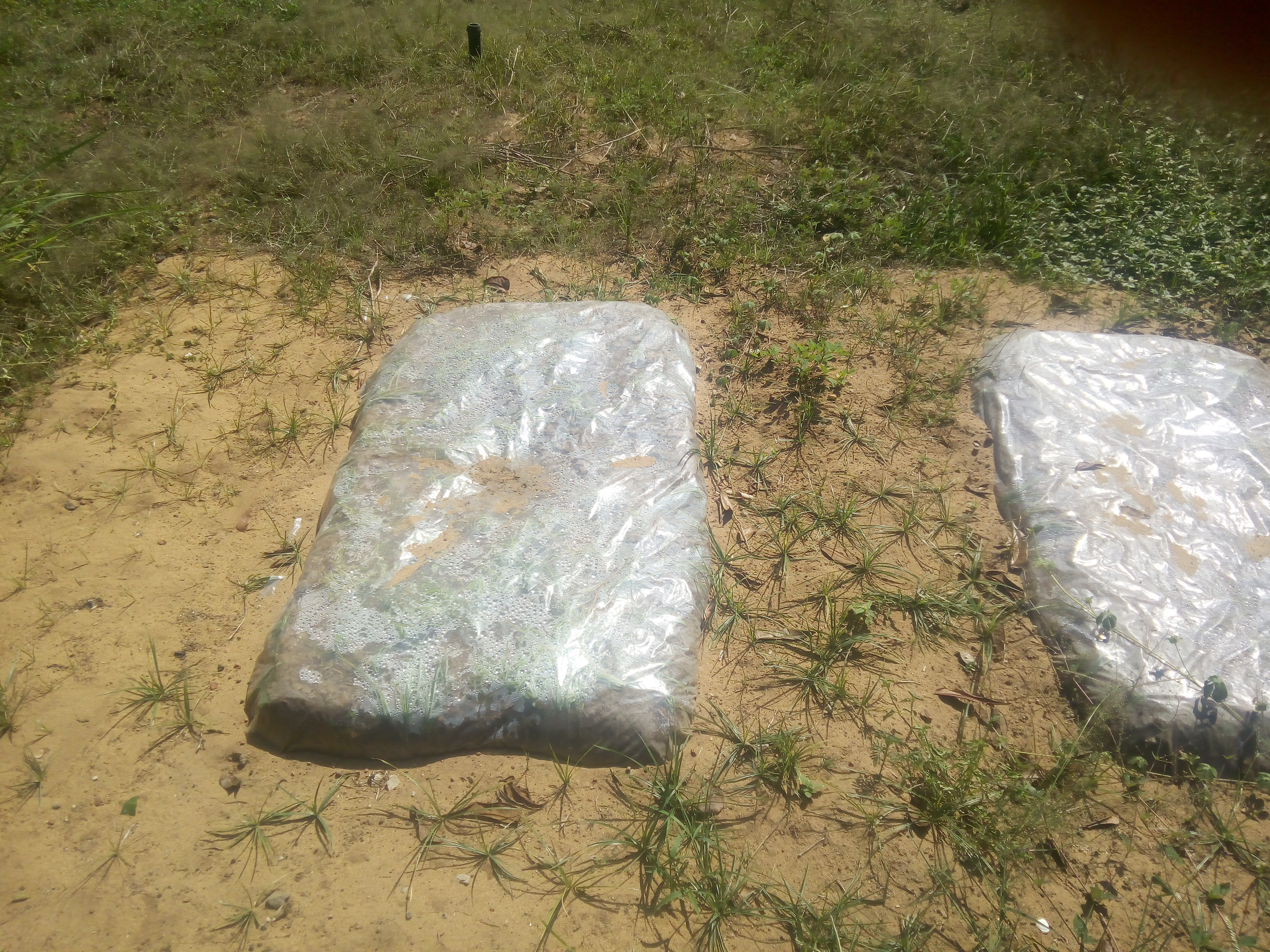
Solarisation du sol

La solarisation du sol est une méthode non chimique de prophylaxie pour lutter contre les ravageurs des cultures.
Visant à soumettre les premiers centimètres du sol à des températures qui détruisent la plupart des ravageurs, elle fait partie des méthodes de protection intégrée des cultures.

## Technique

### Principe
Le principe de cette méthode repose sur l'utilisation du rayonnement solaire pour augmenter la température des couches superficielles du sol (jusqu'à 30–40 cm) à des niveaux auxquels de nombreux agents pathogènes des plantes seront tués ou fortement affaiblis,.
Elle consiste à couvrir le sol avec une bâche, généralement en polyéthylène transparent, pour piéger l'énergie solaire et augmenter la température du sol. La solarisation du sol affaiblit et tue-les champignons, les bactéries, les nématodes, les insectes et les acariens nuisibles ainsi que les adventices dans le sol. Cette technique dépend des conditions météorologiques, de la température et de l'humidité du sol et peut provoquer des changements physiques, chimiques et biologiques dans le sol.

### Conditions
Il est nécessaire que le sol atteigne des températures entre 35 °C et 60 °C pour tuer les pathogènes des 30 premiers centimètres du sol.
Pour augmenter l'effet du réchauffement par l'énergie solaire, des conditions météorologiques saisonnières optimales sont nécessaires, notamment de hautes températures, de rayonnement solaire et d'humidité du sol. Il est notamment recommandé d'avoir trois jours continus de soleil après la pose de la bâche.

## Avantages
C'est une alternative à l'utilisation de produits phytosanitaires, permettant de diminuer à la fois la pollution des sols, la pollution de l'eau et la pollution de l'air. Elle s'applique à tous les types de sol et, en maraîchage, s'applique aussi bien sous abri qu'en plein champ.

## Limites
Elle augmente le temps de travail du sol qu'elle occupe pendant au moins deux mois d'été.
Elle présente un effet limité sur certaines adventices telles que le chiendent, le pourpier ou le liseron, ou le stock semencier en profondeurainsi que sur le Corky root (champignon tellurique) et les nématodes.
Elle n'est pas sélective.